# Särkänniemi (Tampere)
Pour les articles homonymes, voir Särkänniemi.
Särkänniemi est le quartier numéro 8 (finnois : Kaupunginosa VIII)  de Tampere en Finlande.

## Description
La péninsule de Särkänniemi est située au bord du lac Näsijärvi au nord des quartiers d'Amuri et de Finlayson.
Särkänniemi est bordé au sud par Paasikivenkatu, de l'autre côté se trouve le quartier d'Amuri, et à l'ouest le quartier de Santalahti.
Outre les parcs d'attractions de Näsinneula et Särkänniemi, le quartier comprend également le quartier résidentiel d'Onkiniemi, l'ancienne usine de papier Haarla et la gare désaffectée d'Amuri. 
L'îlot Siilinkari du Näsijärvi fait également partie du quartier.

## Histoire
Onkiniemi, située à l'ouest de Särkänniemi, était une plage populaire dès le XIXe siècle. Le premier plan de zonage partiel de Särkänniemi a été confirmé en 1915, le plan de site de l'ensemble de la zone en 1921 et le plan de site de Santalahti en 1945. Certaines rues de la zone portent le nom des familles des propriétaires d'usines ; Le fondateur de l'usine de papier Haarla, le conseiller commercial Rafael Haarla, qui a donné son nom à Haarlankatu, a fait don des statues de Hämeensilta à la ville de Tampere en 1929.

## Lieux et monuments
- Näsinneula
- Parc de Särkänniemi
- Musée d'art Sara Hildén
- Papeterie de Haarla (fi)[1].
- Îlot de Siilinkari[2].
- Baie de Santalahti

## Galerie

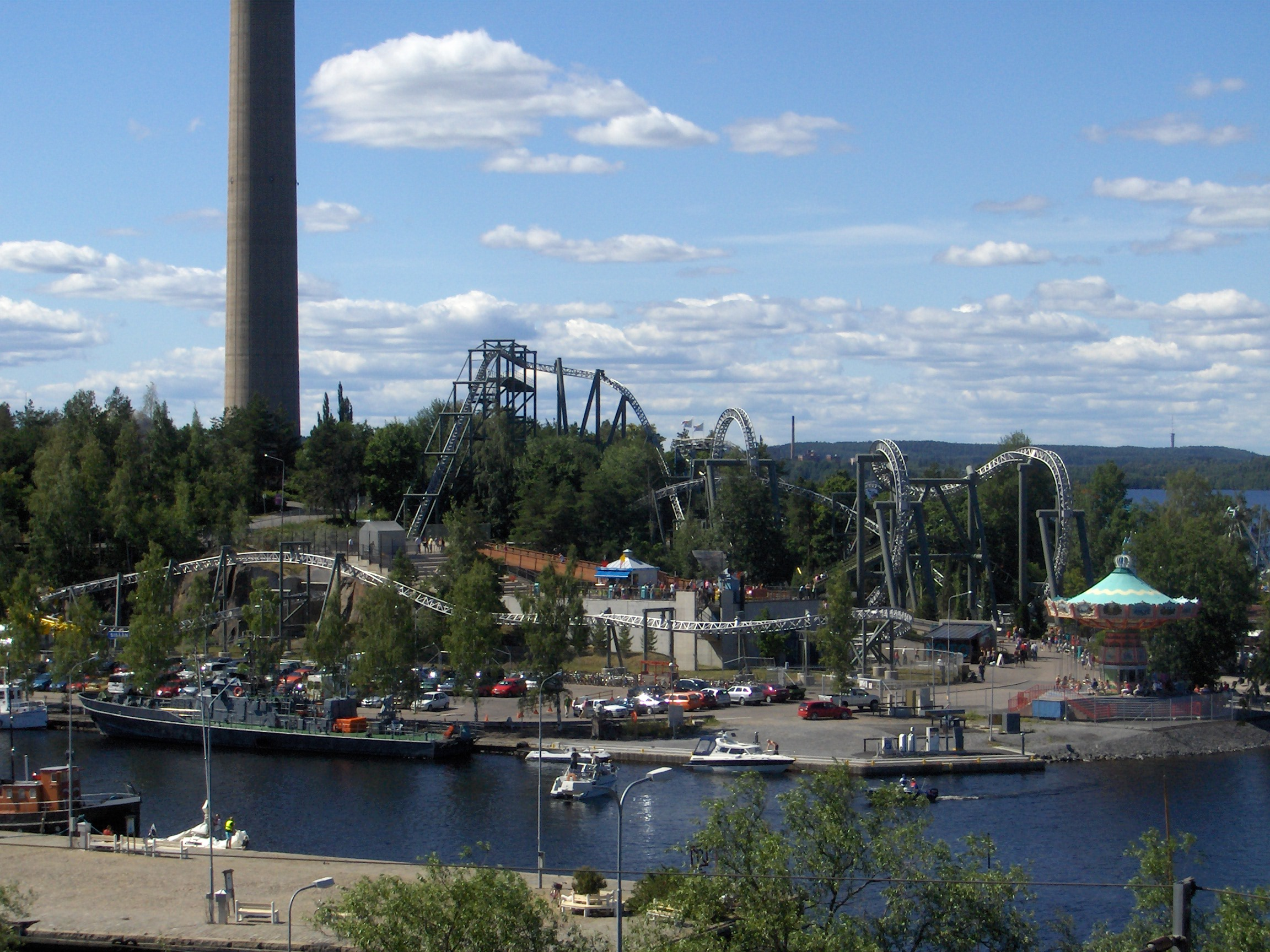
Parc de Särkänniemi.
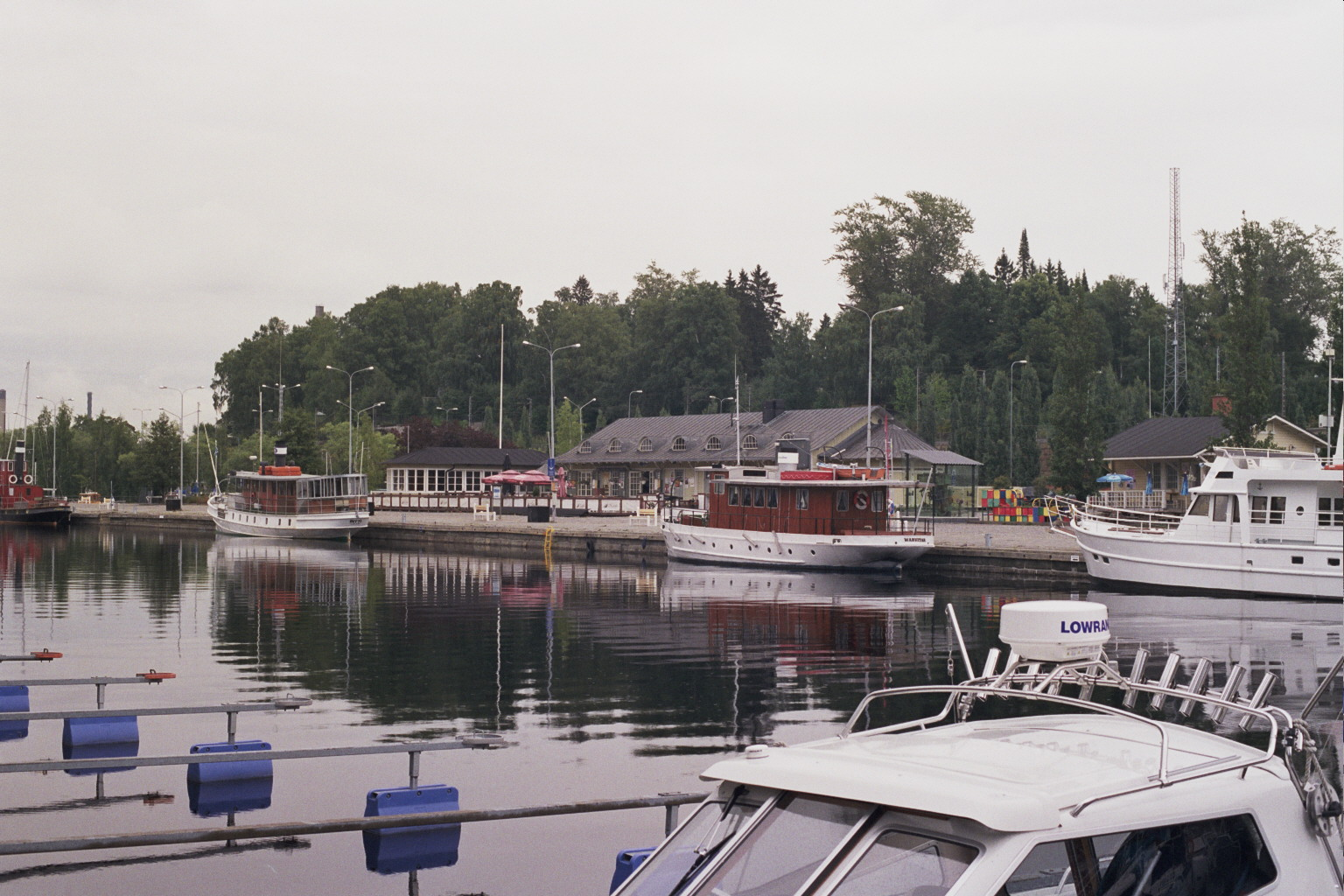
Port de Mustalahti.
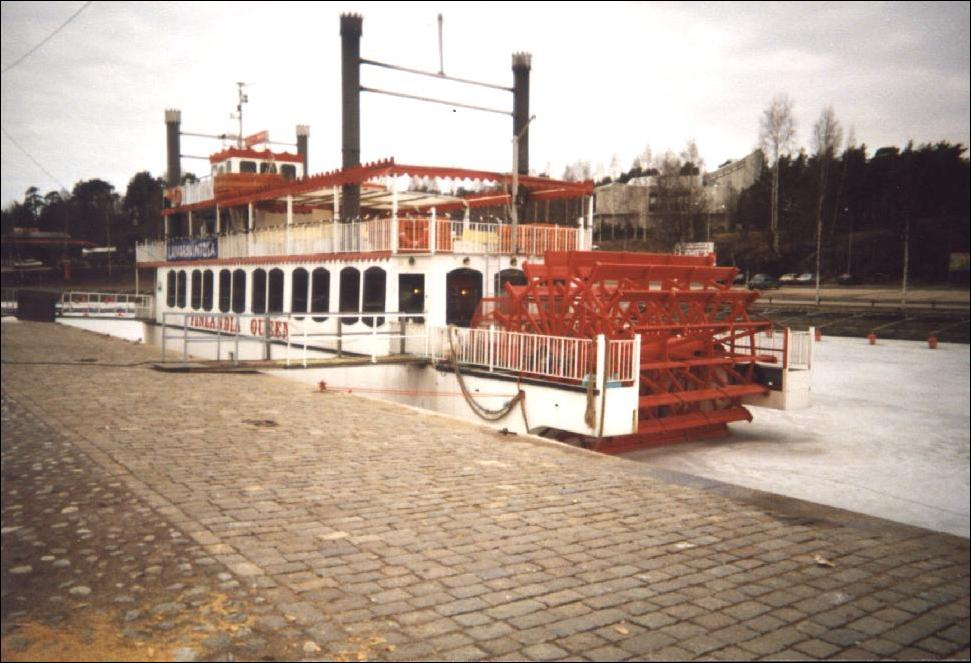

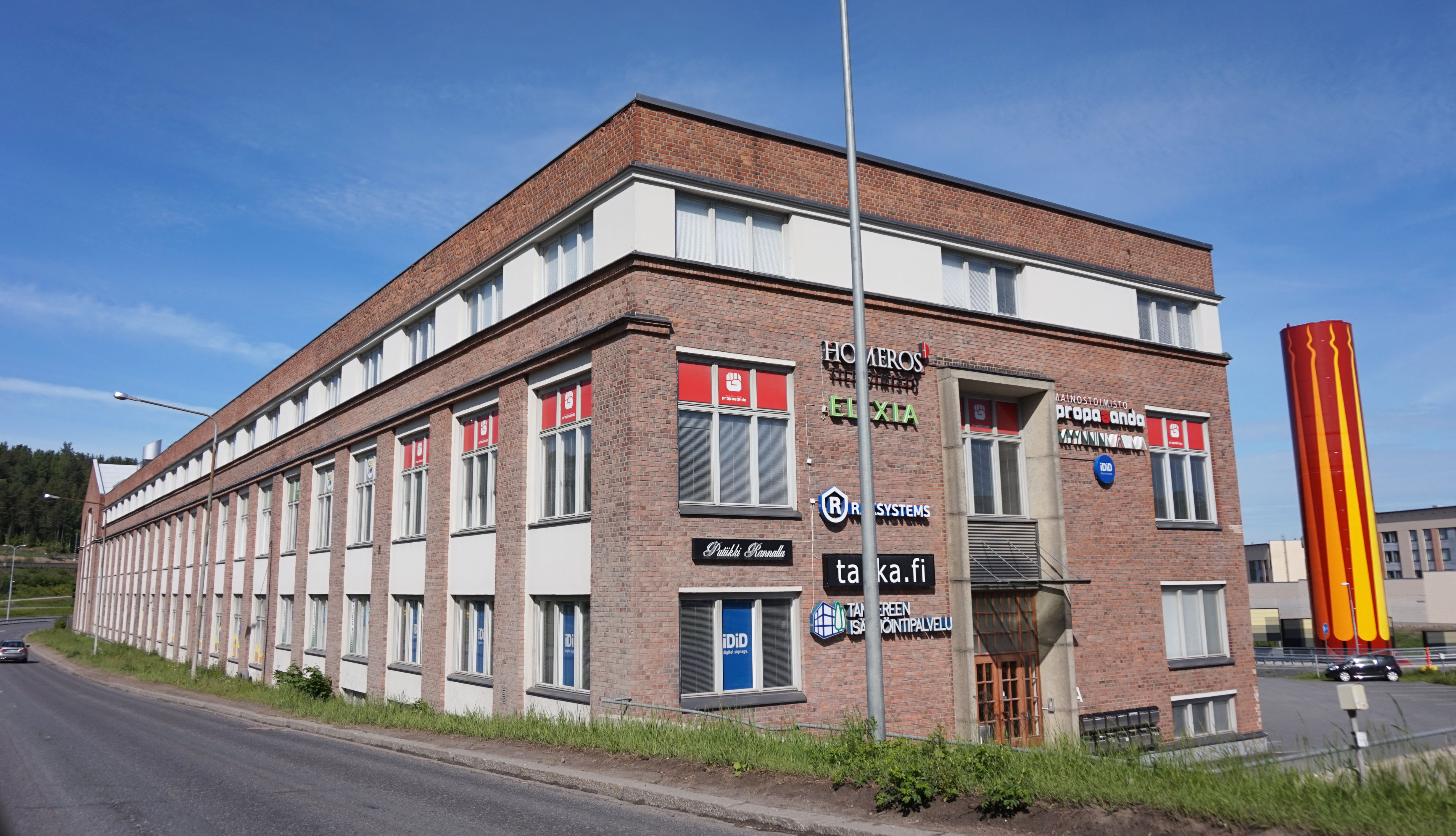
Haarlankatu.
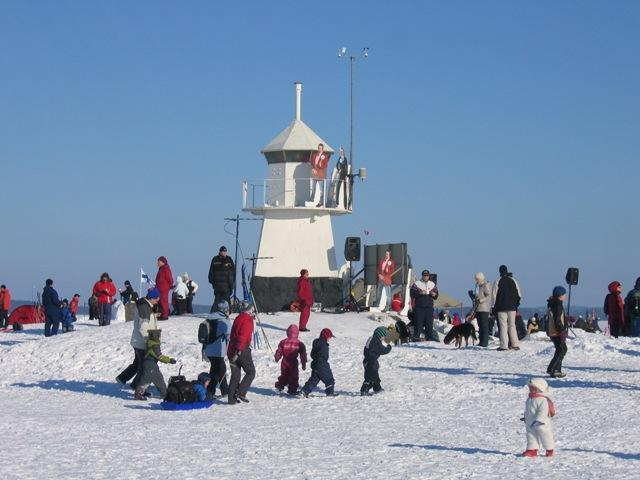
Siilinkari.
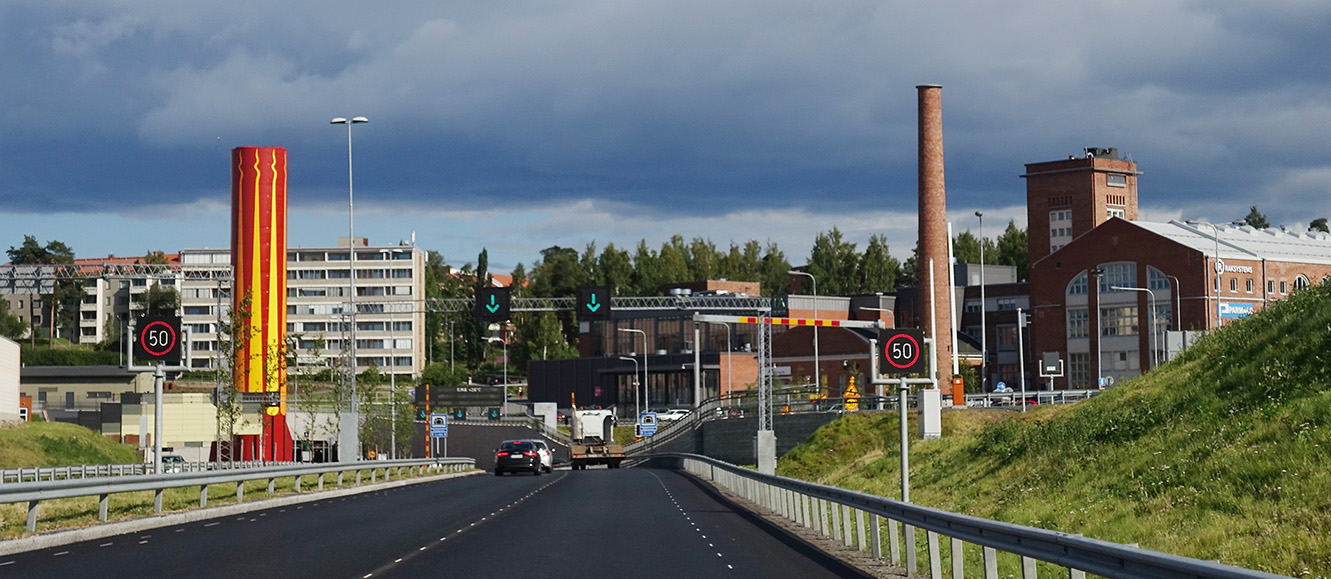
Rantaväylä.